# Libertad de Taytay
Libertad  es un barrio rural   del municipio filipino de primera categoría de Taytay perteneciente a la provincia  de Paragua en Mimaro,  Región IV-B.
En 2007 Libertad contaba con 1.502 residentes.

## Geografía
El municipio de Taytay se encuentra situado en la isla de Paragua, al norte de la misma.
Su término limita al norte con el municipio de El Nido, barrios de Bebeladán, Bagong-Bayán y Otón, oficialmente Mabini; al  suroeste con el municipio de San Vicente, al sur con el de Roxas; y al sureste con el de Dumaran. En la parte insular se encuentra la bahía de Malampaya y varias isla adyacentes se encuentran tanto en la costa este, mar de Joló como en la  oeste, Mar del Oeste de Filipinas.
Barrio continental situado al suroeste del municipio, el más meridionales de la parte central, al sur de la bahía de Malampaya.
Linda al norte con el barrio de Abongán; 
al sur con el municipio de  Roxas, los barrios de Dumarao, de Antonino, de Tanatanaón  y de Itangil, este último perteneciente a Dumarán.;
al  este  con los barrios  de Paglaum de   Talog;
al oeste con los  barrios de Alimanguán y de San Isidro, ambos del  municipio vecino de San Vicente;

### Demografía
El barrio  de Libertad contaba  en mayo de 2010 con una población de 1.694 habitantes.

## Historia
Taytay formaba parte de la provincia española de  Calamianes, una de las 35 del archipiélago Filipino, en la parte llamada de Visayas. Pertenecía a la audiencia territorial  y Capitanía General de Filipinas, y en lo espiritual a la diócesis de Cebú.